# Esplenomegalia

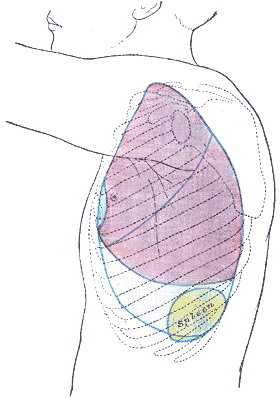
Visión lateral del tórax, mostrando la localización del bazo (verde), pulmones (púrpura) y pleura (azul).

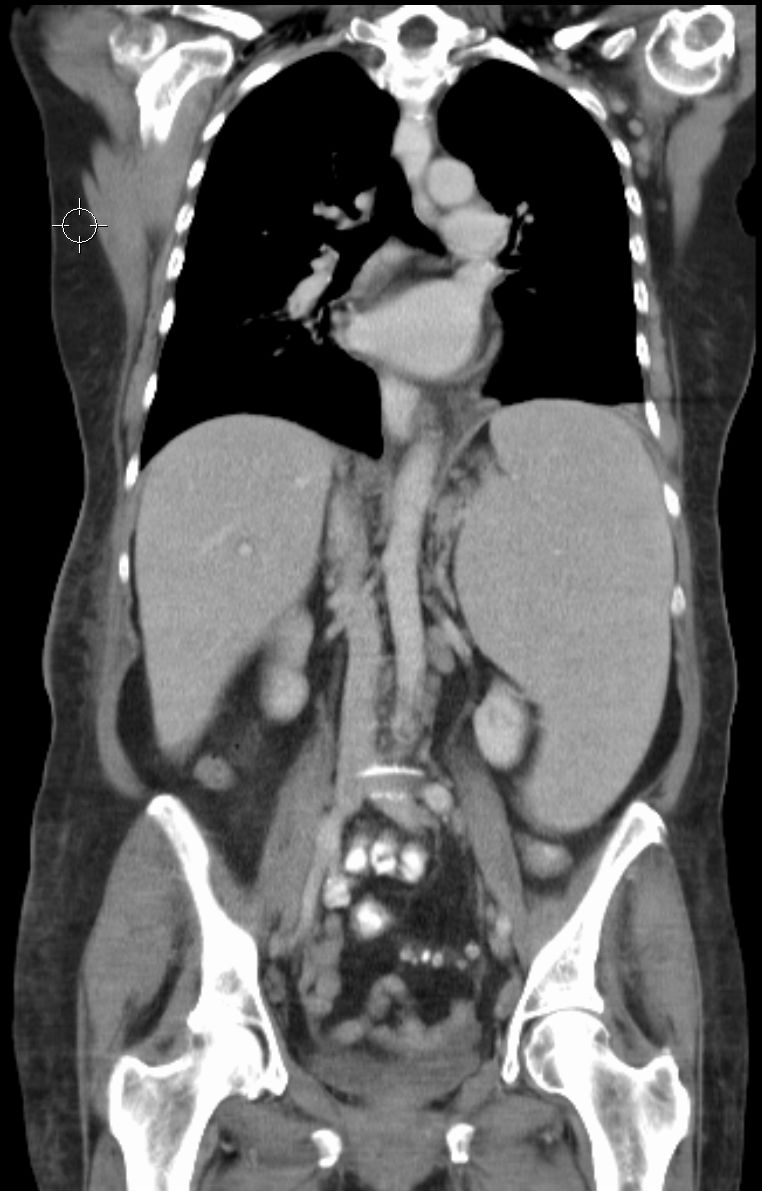
TC que muestra la esplenomegalia de un paciente con leucemia linfoide crónica.

La esplenomegalia es un agrandamiento patológico del bazo o estructura esplénica más allá de sus dimensiones normales (11 cm). También podría considerarse en función del peso (peso normal en un adulto, en los hombres: 80-200 gramos, en las mujeres: 70-180 gramos, con un promedio de 150 gramos).
Hay que diferenciar este término respecto de "hipertrofia del bazo", que es el aumento de tamaño del bazo, pero solo a expensas de los componentes normales del órgano.

## Fisiología
El bazo es un órgano en cuya función se integra el sistema linfático y el filtrado de la sangre para mantener los niveles adecuados de glóbulos rojos, glóbulos blancos y plaquetas. Debido a la gran variedad de funciones que en él radica, el bazo puede verse afectado por diversas enfermedades que ponen en compromiso el funcionamiento del sistema linfático o sanguíneo.

## Etiología
El bazo puede enfermar por diversas causas:

Infecciones:
- Mononucleosis infecciosa (producidas por los virus EBV o CMV)
- Otras infecciones virales
- Infecciones parasitarias (paludismo, etc.)
- Infecciones bacterianas (tuberculosis, brucelosis, etc.)
- Enfermedad por arañazo de gato

Patología hepática:
- Insuficiencia hepática
- Colestasis hepática
- Cirrosis
- Colangitis esclerosante
- Fibrosis quística
- Atresia biliar
- Enfermedad de Wilson

Procesos tumorales:
- Linfoma
- Enfermedad de Hodgkin
- Leucemia

Anemias hemolíticas:
- Hemoglobinopatías
- Talasemia
- Anemia hemolítica inmunitaria
- Anemia hemolítica por deficiencia G-6-PD
- Anemia hemolítica idiopática autoinmunitaria

Otras causas:
- Sarcoidosis
- Síndrome de Felty
- Crisis esplénica drepanocítica
- Enfermedad de Gaucher
- Mastocitosis sistémica

## Cuadro clínico
Generalmente asintomático, pero puede presentarse:
- Imposibilidad de realizar comidas más copiosas de las habituales. En ocasiones se presentan náuseas e incluso vómitos.
- Molestia en el hipocondrio izquierdo, justo por debajo de la parrilla costal.

## Diagnóstico
Se establece gracias a la exploración física y las pruebas complementarias:
- Inspección abdominal.
- Percusión: el timpanismo en hipocondrio izquierdo desaparece.
- Palpación: el bazo se palpa en decúbito lateral derecho con la pierna izquierda flexionada (posición de Schuster). Se desplaza con la respiración y el eje se dirige hacia abajo y adentro.
- Pruebas de laboratorio: analítica de sangre.
- Pruebas de imagen: es de elección la ecografía abdominal; aunque también se realizan  TAC y gammagrafía.
- Exámenes específicos para la causa de sospecha.

## cuidados
Se debe evitar la práctica de deportes de contacto que puedan dar lugar a un traumatismo que produzca la ruptura del bazo. Siempre se deberá tratar la enfermedad subyacente responsable del cuadro de esplenomegalia.